# Light My Fire
Light My Fire is een rocknummer van de Amerikaanse band The Doors, in 1966 geschreven door de gitarist van de band Robby Krieger, maar met bijdragen van alle bandleden. Het is opgenomen in augustus 1966 en verschenen als laatste nummer op kant A van het debuutalbum The Doors op 4 januari 1967. Op 24 april dat jaar werd het nummer op single uitgebracht.

## Achtergrond
De plaat bereikte in thuisland de VS op 29 juli 1967 de nummer 1-positie in de Billboard Pop Singles hitlijst. In Canada werd de 2e positie bereikt, in Nieuw-Zeeland de 7e, Australië de 16e, Zuid-Afrika de 13e en in het Verenigd Koninkrijk de 49e positie in de UK Singles Chart.
In Nederland bereikte de plaat
in augustus 1967 de 25e positie in de Nederlandse Top 40 op Radio Veronica. In de voorloper van de Hilversum 3 Top 30, werd de 27e positie behaald.
In België bereikte de plaat de 41e positie in de voirloper van de Vlaamse Ultratop 50 en Wallonië de "Ultratip".
Het nummer, 7:06 minuten lang op het album, geldt als een vroeg en typisch voorbeeld van psychedelische rock, met schier oneindige instrumentale solo's waarin invloeden uit Oosterse muziektradities en jazz aaneengeregen worden. Het leidmotief dat Ray Manzarek op zijn keyboard speelt, klinkt als een draaiorgel met een onverstoorbaar akkoordenschema. De sfeer die wordt opgeroepen is onpeilbaar en donker als de nacht, totdat het vuur wordt aangestoken.
De controversiële tekst veroorzaakte enig rumoer in het nette Amerika. Een beroemde anekdote verhaalt hoe televisiepresentator Ed Sullivan voorafgaand aan een optreden in de Ed Sullivan Show aan zanger Jim Morrison verzocht om de regel girl, we couldn't get much higher in het refrein te vervangen door girl, we couldn't get much better, hoewel dat het rijm geen goed zou doen. De associatie met de roes van drugs zou het Amerikaanse miljoenenpubliek te veel choqueren. Morrison ging akkoord, maar zong toch "higher". Het was een live-uitzending. The Doors hoefden nooit meer terug te komen. In de film The Doors van Oliver Stone uit 1991 kijkt Val Kilmer als Jim Morrison recht de camera in als hij het verboden woord zingt.
Light My Fire: My Life with The Doors is de titel die Ray Manzarek meegaf aan zijn memoires in 1998.

## Covers
De cover op het album Feliciano! uit 1968 van gitarist en zanger José Feliciano bereikte als single in Amerika de derde plaats in de zomer van 1968. Zijn combinatie van Latijns-Amerikaanse muziek met klassieke Spaanse gitaar en flamenco was net als het origineel een internationaal succes. Het album werd genomineerd voor meerdere Grammy Awards, het nummer won de Grammy Award for Best Male Pop Vocal Performance en Feliciano was de Best New Artist of the Year in 1969. Zijn interpretatie heeft vele latere covers beïnvloed, inclusief die door Will Young.
In 1979 maakte Amii Stewart een disco-versie die de zesde plaats bereikte in de Britse charts, een dance-remix hiervan werd in 1985 nummer zeven. Een ingetogen arrangement op piano werd de tweede nummer 1-hit van Will Young, nadat hij mede op basis van zijn zwoele vertolking van het lied in februari 2002 was verkozen tot de eerste Pop Idol ter wereld. Ook Stevie Wonder, Al Green, Shirley Bassey, Nancy Sinatra, Erma Franklin, UB40, Underworld, Julie London, Jackie Wilson en Massive Attack hebben het nummer opgenomen.
Relight My Fire is een nummer 1-hit uit 1979 geschreven en gezongen door Dan Hartman in duet met Loleatta Holloway. Het is geen cover in de traditionele zin maar heeft wel overeenkomsten met een antwoordlied. De cover van dit lied door Take That in duet met Lulu was in 1993 hun tweede nummer 1-hit.

## NPO Radio 2 Top 2000
| Nummer met noteringen in de NPO Radio 2 Top 2000 | '99 | '00 | '01 | '02 | '03 | '04 | '05 | '06 | '07 | '08 | '09 | '10 | '11 | '12 | '13 | '14 | '15 | '16 | '17 | '18 | '19 | '20 | '21 | '22 | '23 | '24 |
| ------------------------------------------------ | --- | --- | --- | --- | --- | --- | --- | --- | --- | --- | --- | --- | --- | --- | --- | --- | --- | --- | --- | --- | --- | --- | --- | --- | --- | --- |
| Light My Fire                                    | 60  | 99  | 129 | 113 | 96  | 126 | 157 | 166 | 218 | 143 | 201 | 222 | 203 | 196 | 229 | 289 | 357 | 377 | 404 | 529 | 539 | 535 | 570 | 660 | 736 | 705 |

1. ↑  Een vetgedrukt getal geeft de hoogste notering aan.